# Université arabe de Beyrouth
Pour les articles homonymes, voir BAU.
L’université arabe de Beyrouth (en anglais : Beirut Arab University, BAU ; en arabe : جـامعة بيروت العربية) est une université privée située à Beyrouth au Liban.

## Historique
Elle est créée en 1960 par une fondation égyptienne, la Société de Maqasid (finance islamique) de Beyrouth. Elle dépend alors de l’université d'Alexandrie en Égypte. L’arabe est la principale langue d’enseignement. Elle se trouve dans le quartier majoritairement sunnite de Tarik al-Jdideh.
Rafiq Hariri, né en 1944, fils d’ouvriers agricoles de Saïda, élève patronné par une société de maqasid, entre à l’université arabe après avoir passé son baccalauréat en Égypte. Il y fait des études commerciales courtes. Comme beaucoup d’étudiants de sa génération, il milite dans la gauche libanaise pour la cause arabe et le nationalisme palestinien. En 1966, il émigre en Arabie saoudite où il fera fortune comme entrepreneur.
Dans les années 1980, 80% des élèves sont des non-Libanais, venant principalement des pays du golfe Persique. L’université revendique un rayonnement sur l’ensemble du monde arabe : « C’est la seule université privée arabe qui soit régionale dans le plein sens du terme et qui accueille des étudiants de l’ensemble du monde arabe ». Elle forme des architectes et ingénieurs qui dirigent des projets de construction dans plusieurs pays du Moyen-Orient. Sur la période 1952-1982, 375 membres de l’Ordre des ingénieurs et architectes de Beyrouth, soit 6,2% du total, sont sortis de cette université qui arrive en troisième position derrière l’université américaine de Beyrouth (1 339 membres) et  l'École Supérieure des Ingénieurs de Beyrouth, dépendant de l'université Saint-Joseph de Beyrouth (1 208 membres).
Le 3 mars 2005, peu après l’assassinat de Rafiq Hariri, l’université arabe décide de baptiser de son nom le campus de la faculté des sciences, en hommage à son rôle dans la reconstruction du Liban. Le recteur rappelle à cette occasion que l’ancien premier ministre a patronné plusieurs projets universitaires et, peu de temps avant sa mort, le projet de faculté d’infirmières à Saïda.
En 2007, dans une période de tensions politiques et communautaires, une dispute entre étudiants au restaurant universitaire déclenche la fusillade du 25 janvier : les affrontements s'étendent aux quartiers environnants, faisant 3 morts et 35 blessés, et nécessitent l'intervention de l'armée.
En 2014, selon un classement établi par la firme britannique Quacquarelli Symonds, l'université arabe de Beyrouth est une des 6 universités libanaises inscrites au classement des 50 meilleures universités arabes. Elle arrive à la 35e place derrière 5 autres universités libanaises.
Entre 2014 et 2016, les locaux de l'université, dans le quartier de Tayouné, abritent un hôpital temporaire distribuant des soins gratuits aux réfugiés palestiniens et syriens.
En 2017, après la mort de trois jeunes Libanais dans une fusillade contre une boîte de nuit à Istanbul, des étudiants et professeurs de l'université participent à la campagne internationale Seeming visant à combattre la radicalisation, l'extrémisme et les discours de haine.